# Sexto Distrito Naval Pando
El Sexto Distrito Naval «Pando» es uno de los seis distritos de la Armada Boliviana. Tiene sede en Cobija, provincia Nicolás Suárez, departamento de Pando. Fue establecido el 15 de enero de 1990 y cumple funciones de lucha contra el tráfico de ilícitos y defensa civil.
Sus unidades dependientes son dos batallones, uno de infantería y otro de policía militar; dos bases navales, cuatro capitanías de puerto y una oficina del Servicio Nacional de Hidrografía.